# GOES 14
GOES 14はGOES-Oとしても知られるアメリカ海洋大気庁 (NOAA) の気象衛星GOESシリーズの一つである。
ボーイング社のBSS-601衛星バスを元に製造された。BSS-601衛星バスを使用した3機のGOES衛星で2006年5月に打ち上げられたGOES 13に次ぐ2機目の衛星である。
ユナイテッド・ローンチ・アライアンスのデルタ IV-M+(4,2)ロケットで2009年6月27日、22:51 GMTにケープカナベラル空軍基地のLC-37Bから打ち上げられた。静止軌道へは7月7日に到達しGOES 14として指定された。6ヶ月間の試験運用を完了し、現在は待機状態にある。 最初の画像は2009年7月27日に送られた。

## 打ち上げ

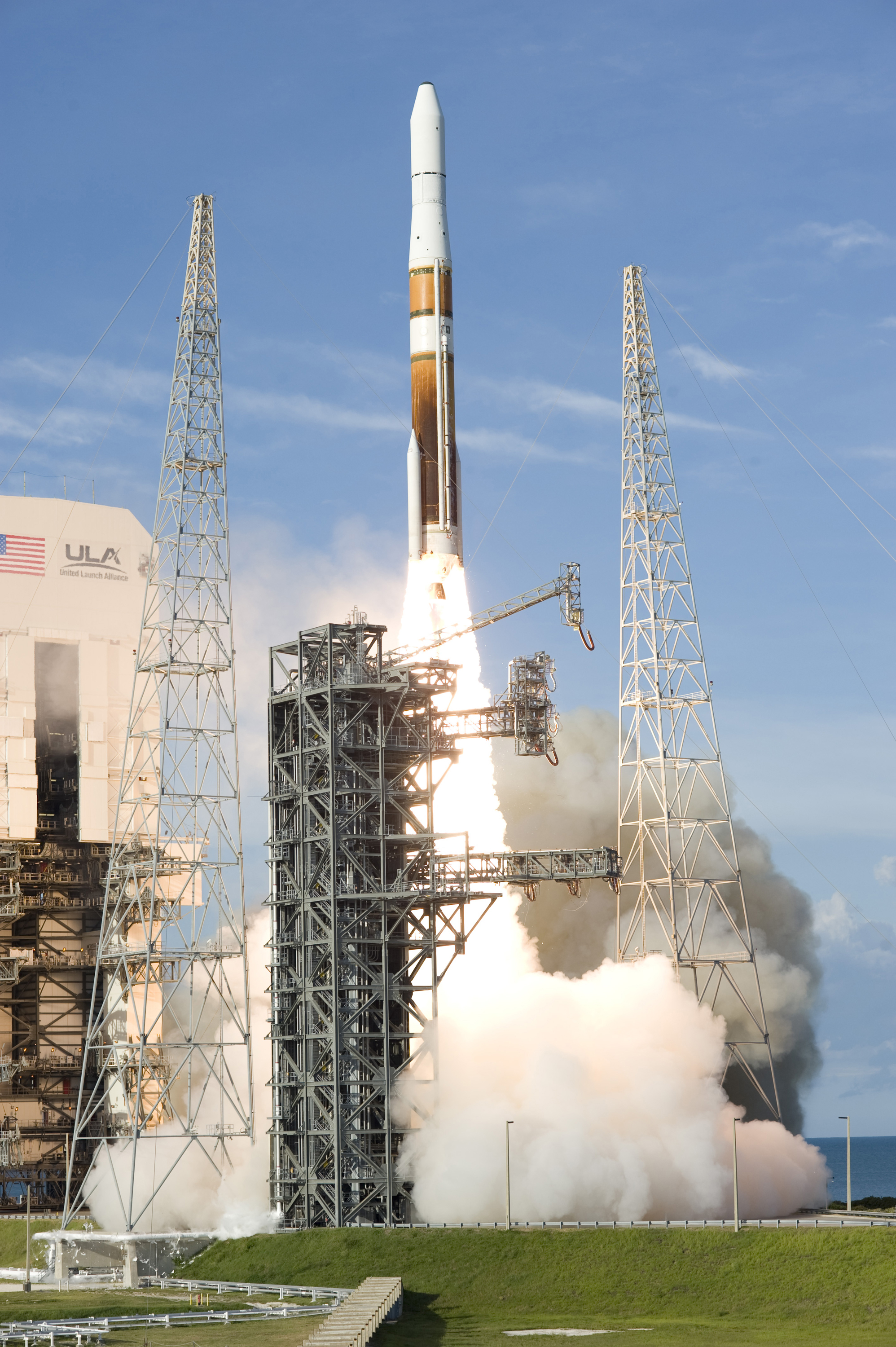
GOES-Oの打ち上げ

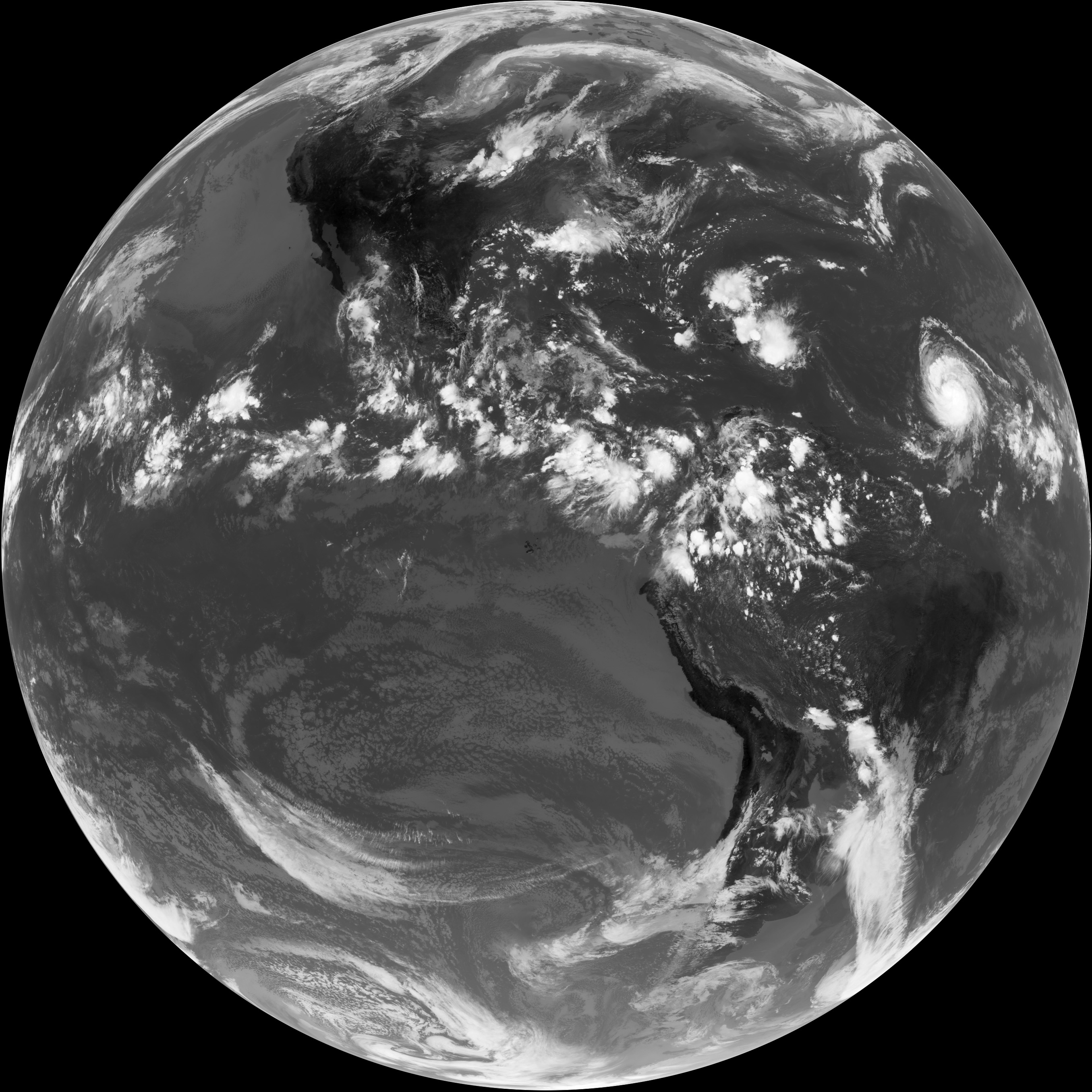
GOES 14から送られた最初の赤外線画像

当初は2009年6月26日の22:14-23:14 GMT (18:14-19:14 EDT)に打ち上げが予定されていた。しかし、当日の打ち上げ施設周辺の雨と雷により遅れ22:44 GMTからの打ち上げ時間帯に打ち上げられる予定だったが延期された。22:59 GMTの打ち上げ予定では観測装置が大気中の許容できない電界を観測装置が捉えた為、状況が良くなるまで15分以上の待機が必要とされた。結局2009年6月27日に衛星は打ち上げられた。